# Astragalus pseudoglaucus
Astragalus pseudoglaucus är en ärtväxtart som beskrevs av Michail Klokov. Astragalus pseudoglaucus ingår i släktet vedlar, och familjen ärtväxter. Inga underarter finns listade i Catalogue of Life.